# بين فان ديك
بين فـان ديك (بالإنجليزية: Ben Van Dyke) هو لاعب كرة قاعدة أمريكي، ولد في 15 أغسطس 1888 في Clintonville, Pennsylvania ‏ في الولايات المتحدة، وتوفي في 22 أكتوبر 1973 في ساراسوتا في الولايات المتحدة.

## وصلات خارجية
- بين فـان ديك على موقعبيزبول رفرنس.كوم (الدوري الرئيسي) (الإنجليزية)
- بين فـان ديك على موقعبيزبول رفرنس.كوم (الدوري الثانوي) (الإنجليزية)
- بين فـان ديك على موقع جمعية أبحاث البيسبول الأمريكية (الإنجليزية)
- بين فـان ديك على موقع مشجعي الرسوم البيانية (الإنجليزية)